# Children of the Corn: Revelation
Children of the Corn: Revelation (Alternativtitel: Kinder des Zorns 7 – Revelation) ist der siebte Teil der Kinder-des-Zorns-Filmreihe. Der Film wurde 2001 mit einem Budget von 2,5 Millionen US-Dollar direkt für den Video- bzw. DVD-Markt produziert und in Los Angeles und Toronto gedreht.

## Handlung
Jamie, ein junges Mädchen, versucht verzweifelt ihre Großmutter in Omaha, Nebraska zu erreichen. Als ihr dies nicht gelingt, fährt sie dorthin. Sie sucht das Appartement ihrer Großmutter auf, das neben einem Kornfeld liegt. Doch außer zwei mysteriösen Kindern, die vor dem Komplex herumlungern, trifft sie dort niemanden an. Im Appartement findet sie einen Räumungsbescheid.
Im Anschluss sucht sie Detective Armbrister auf sowie den Hausbesitzer Jerry, die ihr beide nicht helfen können. Stattdessen trifft sie wieder auf die Kinder und einen Priester, der sie jedoch nur anstarrt. Sie erhält Drohungen und trifft immer wieder auf mysteriöse Kinder. Schließlich freundet sie sich mit der Stripperin Tiffany an. Jerry lädt sie zu einem Barbecue auf dem Dach des Hauses ein, doch noch bevor sie die Szenerie dort betritt, wird Jerry von den Kindern getötet.
Am nächsten Tag kehrt sie zu Detective Armbrister zurück und setzt diesen unter Druck, bis er ihr erzählt, dass Jamies Großmutter als Kind Teil eines religiösen Kults war. Damals war sie die einzige Überlebende eines Großbrandes, den der damalige Priester Abel als Teil eines Massensuizids gelegt hatte.
Während sich die Toten in der Stadt häufen, kommt Jamie schließlich dem Kult auf die Schliche. Sie wird gefangen genommen und der Priester erzählt ihr von dem Meister der Sekte, dem, „der hinter den Reihen wandelt“. Es handelt sich um Abel, der durch schwarze Magie immer ein Kind blieb. Auch trifft sie auf ein Kind, das sich als ihre Großmutter ausgibt und mit einer älteren Stimme spricht. Die Kinder versuchen Jamie zu überreden, sich ihrem Kult anzuschließen. Jamie geht scheinbar darauf ein und löst eine Gasexplosion aus, die das Appartement in Flammen setzt. Abel hat jedoch keine Angst und kann Jamie mit Maispflanzen fesseln. In letzter Sekunde kann Detective Armbrister Jamie befreien und die beiden entkommen, kurz bevor das Apartment explodiert.

## Kritik
„Natürlich ist keiner dieser Filme ansehnlich, doch dieser Film bricht mit der wichtigsten Regel von Horrorstreifen: Wenn jemand vom Dach geschleudert wird, sollte sichergestellt werden, dass er bei der Landung von etwas aufgespießt wird. […]“

„Der Film versucht den Terror des unmittelbaren Vorgängers mit etwas comic relief – einen dauerbekifften, bongrauchenderweise die Tür öffnenden Nachbarn, Kindern am Splatterspielautomaten (die beste Szene!) – zu kombinieren. Leider zündet das nicht wirklich – trotz Michael Ironside als vernarbtem Priester und erheblichem pyrotechnischen Aufwand im Finale.“